# Herb Bodzentyna
Herb Bodzentyna – jeden z symboli miasta Bodzentyn i gminy Bodzentyn w postaci herbu.

## Wygląd i symbolika
Herb przedstawia na czerwonej tarczy fragment muru miejskiego z blankami z rombowym żyłowaniem, nad murem wznoszą się dwie białe, blankowane wieże z czarnymi otworami strzelniczymi, między nimi umieszczona jest złota infuła biskupia. 
Herb związany jest z rolą Bodzentyna jako grodu obronnego i założycielem miasta biskupem Janem Bodzantą.